# Valore morale
Il valore morale è il principio ideale in base al quale l'individuo o la collettività regolano la scelta del proprio comportamento. 

## Definizioni
I valori morali costituiscono l'oggetto dell'etica che indica i criteri che permettano all'uomo di giudicare i comportamenti propri e altrui. Le norme e i valori morali possono essere oggetto anche della morale, ma mentre questa considera le norme e i valori come dati di fatto, condivisi da tutti, l'etica, oltre a condividere questo insieme, contiene anche la riflessione speculativa su norme e valori. 
I valori possono essere considerati assoluti se si attribuisce loro una validità oggettiva, indipendente dalla cultura o dal contesto storico, oppure relativi se li si ritiene originati dalla realtà sociale e politica. Tale giudizio può variare a seconda che i valori si rifacciano alle tradizioni di una collettività, a precetti religiosi, o ad organizzazioni economiche e giuridiche che mutano nel loro percorso storico.
Un'ulteriore distinzione è propria del concetto di moralismo che implica una varietà di significati tra i quali quelli filosofici per cui i valori morali sono considerati superiori ad ogni altro principio dell'attività umana: com'è, ad esempio, nell'affermato primato della Ragion pratica sull'attività teoretica in Kant o nella filosofia di Fichte denominata "moralismo puro" per intendere che il principio dell'azione è a fondamento e giustificazione di ogni aspetto della vita dell'individuo. 
Nel senso comune moralismo viene inteso spregiativamente come un ipocrita richiamo ai valori morali usati con eccessiva intransigenza per una severa condanna dei comportamenti altrui.
Nell'ambito dell'etica l'assiologia (termine derivante dal greco axios (άξιος, valido, degno) e loghìa (λογία da λόγος -logos- studio) studia quali siano i valori che l'umanità ritiene tali riferendosi a una gerarchia ideale, metafisicamente giustificata, alla quale deve aspirare la scala dei valori umani per avvicinarsi quanto più possibile a essa.

## Storia del concetto di valore morale
Una trattazione sul valore identificato con il buono e l'utile si ebbe nella storia della filosofia con i Sofisti. 
Protagora è l'esponente maggiore di questo relativismo gnoseologico ed etico radicale basato sul presupposto che «L'uomo è misura di tutte le cose: di quelle che sono in quanto sono, di quelle che non sono in quanto non sono»
volendo affermare non che ognuno possa arbitrariamente decidere ciò che è vero e ciò che è falso ma che la distinzione tra il vero e il falso, tra il bene e il male, dipende dal rapporto che ognuno ha con il mondo sia quello della natura sia quello della società in cui vive. Come osservava Aristotele: 
Con quella espressione Protagora metteva quindi fine al dibattito astratto che era nato tra i filosofi greci se la realtà fosse costituita dall'"essere" o dal "divenire", dal "non essere", mettendo anche in discussione ogni criterio distintivo tra il bene e il male.
Il principio del bene come valore morale deve quindi essere messo da parte e sostituirlo con quelle conoscenze che possano generare utilità e piacere nell'individuo: "l'arte del vivere bene" che si possiede col "rendere più forte il discorso più debole", con la retorica, suprema tecnica per la conquista del potere politico. 
I valori morali con i sofisti non dipendono più dalla nascita: essi superano l'antico ideale aristocratico guerriero del bello e del buono (kalokagathia), della forza fisica e del valore, e per questo sono avversati dai regimi conservatori e benpensanti scandalizzati dall'insegnamento a pagamento di una educazione che prima si trasmetteva di padre in figlio.
Socrate, a differenza dei sofisti, mirava a convincere l'interlocutore non ricorrendo ad argomenti retorici e suggestivi, ma sulla base di argomenti razionali tali che con il sapere si raggiungesse la conoscenza dei veri valori morali. Si tratta quindi di quello che è stato definito come intellettualismo etico che sosteneva che l'unica causa possibile del male fosse l'ignoranza del bene:
Una volta conosciuto il bene, non è possibile astenersi dall'agire moralmente realizzando il bene che è "piacevole" in quanto genera la eudemonia, la serenità dell'animo. Il male dunque si opera perché lo si scambia, per ignoranza, con il valore del bene che non può tuttavia essere stabilito a priori una volta per tutte, ma occorre ricercarlo ininterrottamente confrontandosi con gli altri tramite il dialogo..
Con Platone contro il relativismo etico si afferma il valore morale dell'identità di bene, bello e vero che sarà la base metafisica e ontologica di ogni concetto di valore. 
Così il significato di valore si trasferisce a quello di essere e di verità, o come affermava la scolastica il valore inteso come esse, verum e bonum determina le caratteristiche della creazione divina. Secondo la scolastica, il valore morale di una azione è conosciuto dall'intelletto, mediante un ragionamento che è l'applicazione di principi universali al caso particolare.
Con Immanuel Kant il problema dei valori viene impostato sulla distinzione di "essere" e "dover essere", dove quest'ultimo è proprio di una realtà autonoma e indipendente dal mondo empirico, e perciò universale.
Una trattazione dedicata specificamente al tema del valore, ispirata dalla rinascita del pensiero kantiano, si è sviluppata nella seconda metà del XIX secolo dando vita a una "filosofia dei valori" intesi come convalidati dalla loro universalità filosofica e metafisica ispirata da Kant per il quale la metafisica è valida non come premessa ma come postulato della morale che in questo modo esercita un primato rispetto alla ragion pura.
Contro questa concezione si esprime l'opera Il paesaggio morale. Come la scienza determina i valori umani del filosofo, saggista e neuroscienziato statunitense Sam Harris il quale sostiene che l'unica struttura morale che valga la pena di considerare è quella in cui le cose "moralmente buone" si riferiscono all'aumento del "benessere delle creature coscienti". Le "questioni morali" avranno risposte oggettive giuste o sbagliate a seconda dei fatti empirici, di ciò che induce la gente a star bene e prosperare. Sfidando l'antica nozione filosofica che non potremmo mai ottenere un dover essere da un essere come sostiene la "Filosofia dei valori", Harris afferma che le questioni morali sono meglio perseguite utilizzando non solo la filosofia, ma anche e soprattutto il metodo scientifico. Così "la scienza può determinare i valori umani" si traduce in "la scienza può dirci quali valori conducano allo sviluppo umano". È in questo senso che Harris raccomanda agli scienziati di iniziare a dibattere su una scienza normativa della "morale".